# Maria Walsh (Politikerin)

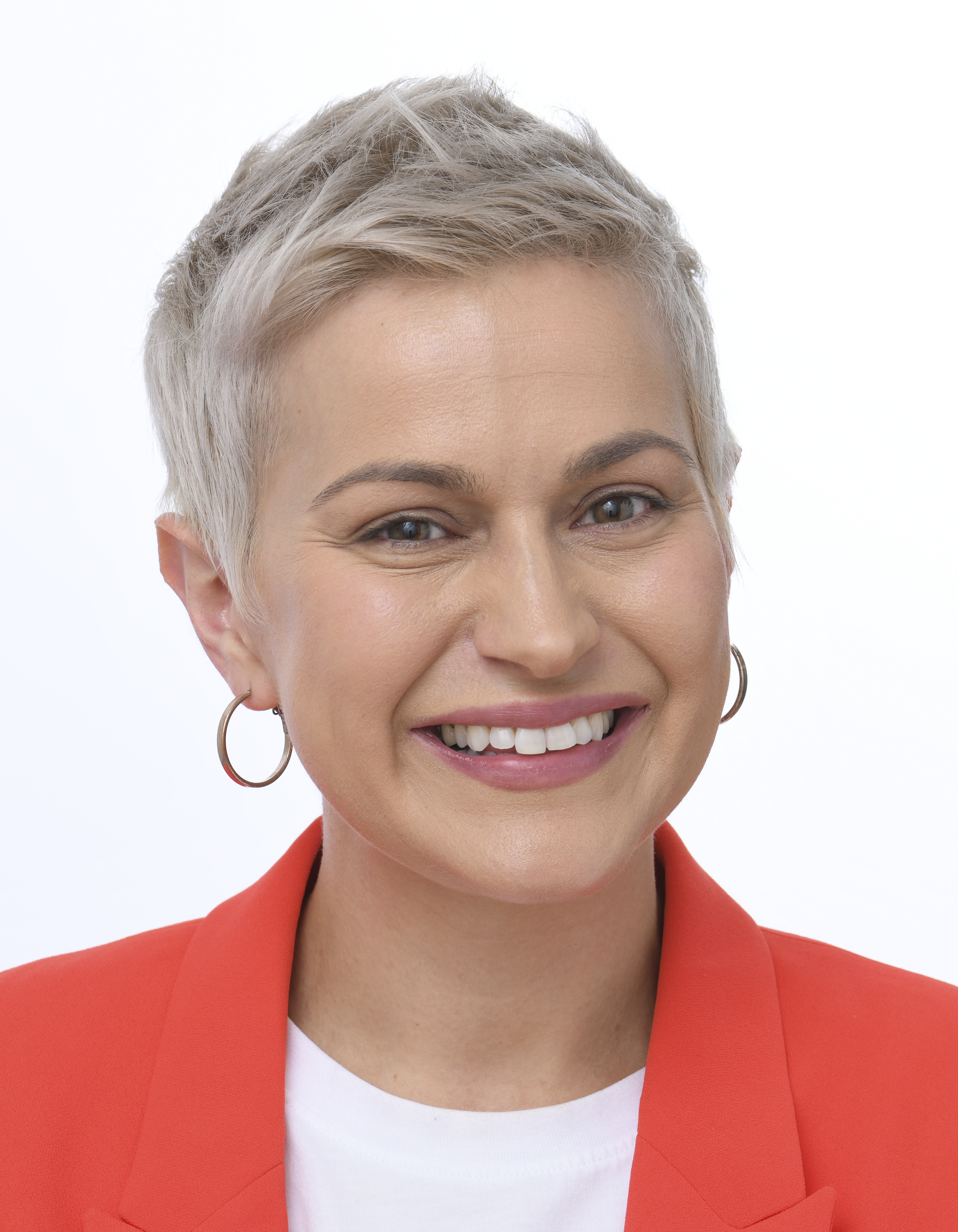
Maria Walsh (2024)

Maria Walsh (* 11. Juni 1987 in Boston, Massachusetts) ist eine irische Politikerin der Fine Gael (FG). Seit dem 2. Juli 2019 ist sie Mitglied des Europäischen Parlaments der Europäischen Volkspartei (EVP) in der Fraktion der Europäischen Volkspartei (Christdemokraten).

## Leben
Maria Walsh wurde 1987 als Tochter zweier Iren in den Vereinigten Staaten geboren. 1994 ging die Familie zurück nach Shrule im County Mayo in Irland. Ab 2000 besuchte sie das Presentation College in Headford im County Galway. 2006 begann sie ein Studium im Bereich Journalismus und Visuelle Medien am Griffith College in Dublin, das sie 2009 als Bachelor of Arts abschloss. Anschließend ging sie zurück in die Staaten, wo sie zunächst in New York City und ab 2011 in Philadelphia lebte und arbeitete. 2014 war sie als Vertreterin von Philadelphia Gewinnerin der Rose of Tralee.
Bei der Europawahl in Irland 2019 erhielt sie 107.198 Stimmen und neben Frances Fitzgerald, Seán Kelly und Mairead McGuinness eines von vier Mandaten der Fine Gael im EU-Parlament. In der mit 2. Juli 2019 beginnenden 9. Wahlperiode des Europäischen Parlamentes wurde sie volles Mitglied im Ausschuss für Beschäftigung und soziale Angelegenheiten (EMPL) sowie stellvertretendes Mitglied im Fischereiausschuss (PECH) und im Ausschuss für bürgerliche Freiheiten, Justiz und Inneres (LIBE) für die Europäischen Volkspartei (EVP) in der Fraktion der Europäischen Volkspartei (Christdemokraten).